# Rebel Yell (pesma)
Pesma Rebel Yell je jedan od najvećih hitova Bili Ajdola, izdat 1. januara 1984. godine. Prva je pesma na istoimenom albumu. Napisali su je zajedno Bili Ajdol i gitarista Stiv Stivens.
Bili Ajdol je dobio ideju za ovu pesmu prilikom jednog događaja, kojem je prisustvovao. Naime, Mik Džeger, Kit Ričards i Roni Vud iz Rolingstonsa su pili viski pod imenom „Rebel Yell“, tada nepoznat Ajdolu. Ime viskija mu se svidelo, pa se zarekao da će napisati pesmu s tim nazivom. 
Pesmu su obradili, između ostalih, Skuter i HIM.